# 富士市立富士南中学校
富士市立富士南中学校（ふじしりつふじみなみちゅうがっこう）は、静岡県富士市森島にある公立中学校。
校地面積35,202m2（うち校舎面積7,304m2、屋体面積2,842m2）。
略称は「富士南」

## 目標
学校教育目標
- やさしく 生きる

重点目標
- 認め合い 高め合う

## 沿革
- 1959年 （昭和34年）- 4月 - 創立 仮校舎を設置[3]。[2]
- 1964年 （昭和39年）- 11月 - 北校舎落成　校歌制定
- 1966年 （昭和41年）- 11月 - 二市一町合併　富士市立富士南中学校に改称
- 1967年 （昭和42年）- 7月 - 体育館落成
- 1970年 （昭和45年）- 8月 - 給食室完成（同年9月より学校給食開始）
- 1999年 （平成11年）- 11月 - 本校創立30周年記念式典挙行　記念行事
- 2019年 （令和元年）- 8月 - 教室へのエアコン設置工事

## 進学元小学校
- 富士市立富士第二小学校[4]
- 富士市立富士南小学校[4]

## 生徒数・学級数・職員数
| 生徒数                  | 学級数 | 職員数 |
| ----------------------- | ------ | ------ |
| 741人                   | 25(2)  | 47人   |
| ※カッコ内は特別支援学級 |        |        |

## 指定避難所
- 森島、宮下、西宮島、上五貫島、下五貫島[5]